# Beautiful Thing (phim)
Beautiful Thing là một bộ phim Anh Quốc năm 1996 của đạo diễn Hettie MacDonald và được phát hành bởi Channel 4 Films. Kịch bản phim được viết bởi Jonathan Harvey dựa trên vở kịch cùng tên của chính mình.
Bộ phim ban đầu chỉ dành cho phát sóng truyền hình, nhưng nó được đón nhận nồng nhiệt đến mức sau đó nó được phát hành tại các rạp chiếu phim. Không khí của bộ phim bị ảnh hưởng nặng nề bởi một bản nhạc bao gồm gần như toàn bộ âm nhạc của The Mamas & the Papas và "Mama" Cass Elliot.

## Nội dung
Câu chuyện lấy bối cảnh và quay trên Thamesmead, một khu vực tầng lớp lao động ở Đông Nam Luân Đôn bị chi phối bởi các khu vực của tòa nhà bất động sản sau chiến tranh.
Nhân vật chính, Jamie (Glen Berry), là một thiếu niên say mê với bạn cùng lớp, Ste. Người mẹ độc thân của Jamie, Sandra (Linda Henry), có sẵn các kế hoạch đầy tham vọng để điều hành quán rượu của riêng mình và có một chuỗi những người yêu thích luôn thay đổi; người mới nhất trong số này là Tony (Ben Daniels), một người hippie mới.
Sandra thấy mình bất hòa với Leah (Tameka Empson), một người hàng xóm hỗn xược và thô lỗ, đã bị đuổi học, làm một số loại thuốc, và liên tục lắng nghe và hát theo hồ sơ Cass Elliot của mẹ cô. Trong khi đồng tính luyến ái của Jamie vẫn được che giấu, bản chất hướng nội và không thích bóng đá của cậu là lý do đủ để bạn cùng lớp bắt nạt cậu mọi lúc.
Ste (Scott Neal), người đang sống cùng với anh trai buôn bán ma túy và người cha nghiện rượu, nghiện rượu ở căn hộ bên cạnh Sandra và Jamie, bị anh trai đánh đập đến nỗi Sandra thương hại và để cậu ngủ qua đêm. Trong trường hợp không có giường thứ ba, Ste phải thực hiện việc ngủ 'từ đầu đến chân' với Jamie. Vào đêm thứ hai họ ngủ chung giường, các chàng trai thay đổi cách ngủ và Jamie hôn Ste lần đầu tiên.
Sáng hôm sau, Ste hoảng loạn, rời khỏi căn hộ trước khi Jamie thức dậy và tránh cậu ta trong nhiều ngày. Jamie làm việc hết sức để đánh cắp Gay Times từ một tờ báo, dường như bắt đầu chấp nhận tình dục và tình cảm của cậu với Ste. Jamie cuối cùng cũng thấy Ste tại một bữa tiệc gần đó và đối mặt với cậu về khả năng tình dục của cậu; họ chuẩn bị rời đi cùng nhau. Bữa tiệc kết thúc tồi tệ, với việc Sandra trả thù Leah vì tin đồn. Leah sau đó đe dọa sẽ 'đổ hạt đậu' về Ste và Jamie và thú nhận đã che chở cho Ste trước mặt cha và anh trai mình. Ste phản ứng bằng cách giận dữ từ chối Jamie và bỏ chạy.
Dần dần, Ste chấp nhận tình yêu của Jamie. Mối quan hệ của họ phát triển khi họ ghé thăm một quán rượu đồng tính cùng nhau. Sandra theo dõi họ và khám phá bí mật của họ. Bộ phim đạt đến đỉnh điểm khi một chuyến đi tồi tệ của Leah (về một loại thuốc không tên) kết thúc cuộc chia tay của Sandra với Tony, tin tức về công việc mới của Sandra xuất hiện, và Sandra đối mặt với Ste và Jamie về mối quan hệ của họ. Sandra chấp nhận khả năng tình dục của con trai mình.
Bộ phim kết thúc với cảnh hai chàng trai nhảy múa chậm chạp trong sân của tòa nhà của họ với bài hát "Dream a Little Dream of Me" của Cass Elliot trong khi một Sandra bảo vệ nhảy múa bên cạnh họ với Leah khi người dân địa phương nhìn vào. Một số người xem bị sốc, một số không tán thành và một số tận hưởng khoảnh khắc này.

## Diễn viên
| Diễn viên           | Vai                                     |
| ------------------- | --------------------------------------- |
| Glen Berry          | Jamie Gangel                            |
| Scott Neal          | Ste Pearce                              |
| Linda Henry         | Sandra Gangel                           |
| Ben Daniels         | Tony                                    |
| Tameka Empson       | Leah Russell                            |
| Jeillo Edwards      | Rose Russell                            |
| Anna Karen          | Marlene                                 |
| Sophie Stanton      | Louise                                  |
| Julie Smith         | Gina                                    |
| Terry Duggan        | Kevin                                   |
| Garry Cooper        | Ronnie Pearce                           |
| Daniel Bowers       | Trevor Pearce                           |
| Meera Syal          | Miss Chauhan                            |
| Martin Walsh        | Mr. Bennett                             |
| Steven Martin       | Ryan McBride                            |
| Andrew Fraser       | Jayson                                  |
| John Savage         | Lenny                                   |
| Ozdemir Mamodeally  | Slasher                                 |
| John Benfield       | Rodney Barr                             |
| Davyd Harries       | Brewery Official                        |
| Beth Goddard        | Brewery Official                        |
| Marlene Sidaway     | Betty                                   |
| Liane Ware          | Claire                                  |
| Catherine Sanderson | Kelly                                   |
| Dave Lynn           | Drag Performer                          |
| Jonathan Harvey     | Wheelchair Queen (không được công nhận) |

## Ý kiến phê bình
Beautiful Thing đã được hầu hết các nhà phê bình đương đại khen ngợi. Bộ phim giữ tỷ lệ tán thành 91% trên trang tổng hợp đánh giá Rotten Tomatoes dựa trên 22 đánh giá, với tỷ lệ trung bình là 6,67/10. Sự đồng thuận của trang này viết: "Một lát cắt hấp dẫn của bộ phim về cuộc sống xảy ra gấp đôi khi là một câu chuyện đồng tính sắp đến tuổi, Beautiful Thing nắm bắt vị trí và thời gian của nó với chiều sâu và kỹ năng lừa dối".
Roger Ebert đã viết "Những cảnh thú vị nhất liên quan đến các nhân vật xung quanh họ, những người chỉ ăn cắp bộ phim. Cuộc sống của các chàng trai chứa đựng nhiều điều bất ngờ, nhưng từ những nhân vật khác lại có một sự ngạc nhiên khác." Stephen Holden từ tờ New York Times nhận xét "Cô Henry thật tuyệt vời khi là một người phụ nữ có tinh thần chiến đấu che giấu một vệt đau đớn khó cắn".

## Phương tiện truyền thông gia đình
Tại Hoa Kỳ, bộ phim được Sony Pictures Classics phát hành trong nước. Bộ phim được phát hành trên DVD ở Anh vào năm 2001 và một lần nữa vào năm 2007.

## Liên kết đến các phương tiện truyền thông khác
Một số diễn viên xuất hiện trong Beautiful Thing xuất hiện trong tác phẩm khác của Jonathan Harvey.
- Tameka Empson và Meera Syal đóng vai trò quan trọng trong phim Beautiful People.
- Empson và Linda Henry đã xuất hiện trong phim EastEnders.
- Beth Goddard đã xuất hiện trong phim Gimme Gimme Gimme.
- Bản thân Harvey đã xuất hiện trong vai trò khách mời, điều mà anh cũng đã làm trong Gimme Gimme Gimme và Beautiful People.

## Nhạc phim
Một soundtrack cho bộ phim đã được MCA Records phát hành vào ngày 15 tháng 10 năm 1996.

### Danh sách bài hát
| STT | Nhan đề                         | Sáng tác                                | Nghệ sĩ                 | Thời lượng |
| --- | ------------------------------- | --------------------------------------- | ----------------------- | ---------- |
| 1.  | "It's Getting Better"           | Barry Mann, Cynthia Weil                | Mama Cass               | 2:59       |
| 2.  | "One Way Ticket"                | Bruce Hart, Stephen J. Lawrence         | Mama Cass               | 2:46       |
| 3.  | "California Earthquake"         | John Hartford                           | Mama Cass               | 3:22       |
| 4.  | "Welcome to The World"          | Martin Eagle Siegal, Scott English      | Mama Cass               | 2:19       |
| 5.  | "Make Your Own Kind of Music"   | Barry Mann, Cynthia Weil                | Mama Cass               | 2:19       |
| 6.  | "Creeque Alley"                 | John Phillips, Michelle Phillips        | The Mamas and The Papas | 3:48       |
| 7.  | "Dream a Little Dream of Me"    | Fabian Andre, Wilbur Schwandt           | The Mamas and The Papas | 3:13       |
| 8.  | "Move in a Little Closer, Baby" | Robert O'Connor, Arnold Jay Capitanelli | Mama Cass               | 2:37       |
| 9.  | "California Dreamin'"           | John Phillips, Michelle Phillips        | The Mamas and The Papas | 2:40       |
| 10. | "Monday, Monday"                | John Phillips                           | The Mamas and The Papas | 3:27       |
| 11. | "I Saw Her Again"               | John Phillips, Denny Doherty            | The Mamas and The Papas | 3:13       |
| 12. | "Words of Love"                 | John Phillips                           | The Mamas and The Papas | 2:11       |
| 13. | "Dedicated to the One I Love"   | Lowman Pauling, Ralph Bass              | The Mamas and The Papas | 2:58       |
| 14. | "Look Through My Window"        | John Phillips                           | The Mamas and The Papas | 3:05       |
| 15. | "Go Where You Wanna Go"         | John Phillips                           | The Mamas and The Papas | 2:29       |
| 16. | "Beautiful Thing Medley"        | John Altman                             | John Altman             | 7:59       |